# Cielo de tambores
Cielo de Tambores es el décimo álbum de estudio de la orquesta de salsa colombiana Niche, publicado el 20 de diciembre de 1990 por Codiscos. El álbum se convirtió en la producción discográfica más exitosa de la agrupación caleña, impulsada por composiciones que lograron gran radiodifusión en su país y en el resto de América Latina como Una aventura, Cali ají, Busca por dentro y Sin sentimiento. El mismo año de su lanzamiento ocupó la tercera posición en la lista de éxitos de música tropical de la revista Billboard en los Estados Unidos.

## Grabación y composición
Con la adquisición del estudio de grabación propio, Jairo empieza a ser más perfeccionista y terminando de grabar varios días incluso hasta las 8 a. m.

## Lista de canciones
Todas las letras escritas por Jairo Varela.
| Lado A |                         |                              |                               |          |  |
| N.º    | Título                  | Música                       | Intérprete(s)                 | Duración |  |
| 1.     | «Cielo de tambores»     | Jairo Varela, Andrés Viáfara | Javier Vásquez, Richie Valdés | 5:41     |  |
| 2.     | «Una aventura»          | Jairo Varela, Andrés Viáfara | Charlie Cardona               | 5:45     |  |
| 3.     | «Se pareció tanto a ti» | Jairo Varela, Sergio George  | Charlie Cardona               | 5:30     |  |
| 4.     | «Doña Pastora»          | Jairo Varela, Andrés Viáfara | Richie Valdés                 | 5:29     |  |

| Lado B |                     |                              |                 |          |  |
| N.º    | Título              | Música                       | Intérprete(s)   | Duración |  |
| 1.     | «Busca por dentro»  | Jairo Varela, Andrés Viáfara | Charlie Cardona | 5:57     |  |
| 2.     | «Debiera olvidarla» | Jairo Varela, Andrés Viáfara | Javier Vásquez  | 5:54     |  |
| 3.     | «Sin sentimiento»   | Jairo Varela, Sergio George  | Javier Vásquez  | 4:54     |  |
| 4.     | «Cali ají»          | Jairo Varela, Andrés Viáfara | Javier Vásquez  | 4:36     |  |

## Créditos

### Músicos
- Bajo: Raúl Umaña, Johnny Torres (colaboración especial)
- Bongó: Iván Sierra
- Cantantes: Charlie Cardona, Javier Vásquez, Ricardo "Richie" Valdés
- Congas: Dennys Ibarguen
- Coros: Ricardo "Richie" Valdés, Charlie Cardona, Javier Vásquez, Raúl Umaña, Jairo Varela, Diana Serna (colaboración especial en "Una Aventura")
- Maracas: Diego Galé (colaboración especial)
- Piano: Álvaro "Pelusa" Cabarcas
- Teclado: Ricardo "Richie" Valdés
- Timbal: William Valdés
- Trombón 1: César Monges
- Trombón 2: Gonzalo Palacio
- Trombón 3: Andrés Viáfara
- Trompeta 1: Danny Jiménez
- Trompeta 2: Oswaldo Ospino

### Producción
- Arreglos y dirección en estudios: Jairo Varela, Andrés Viáfara[4]
- Arreglos: Sergio George (colaboración especial en "Sin Sentimiento" y "Se Pareció Tanto a Ti")

## Posicionamiento
| Lista (1990)                 | Posición |
| ---------------------------- | -------- |
| EE. UU. Tropical (Billboard) | 3        |